# Arado E.381
O Arado E.381 (Kleinstjäger - Micro Caça) foi um protótipo de um caça parasita da Segunda Guerra Mundial. Concebido pela Arado Flugzeugwerke em Dezembro de 1944 para a Luftwaffe, o E.381 seria transportado por um Arado Ar 234 e, com a "aeronave mãe" já em voo, seria largado e activaria o seu motor a foguete, que o levaria de encontro a aeronaves inimigas, especialmente bombardeiros americanos e britânicos. O desenvolvimento deste protótipo não passou da fase de design devido à falta de fundos e apoio oficial do alto comando.
Houve três variantes propostas; cada uma delas tinha apenas autonomia de combustível para atacar duas vezes, após as quais o piloto teria que planar sem nenhuma fonte de alimentação e aterrar com o uso de pranchas de esqui. Para sobreviver em perseguições a bombardeiros, o E.381 foi desenhado com a fuselagem mais esguia possível, para aumentar as chances de não ser atingido pelo fogo defensivo dos bombardeiros. Isto fazia com que o piloto tivesse que pilotar a aeronave deitado.

## Desenvolvimento

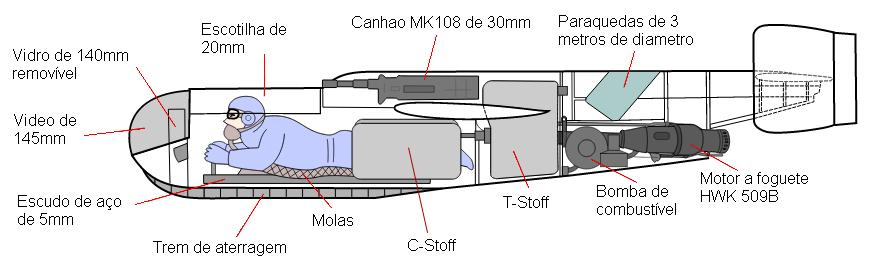
Vista de lado do Arado E.381

Perto do final da Segunda Guerra Mundial, em Dezembro de 1944, os fabricantes de aeronaves alemães Arado, BMW, Gotha, Heinkel, Henschel e Zeppelin submeteram diversas propostas para a construção de um pequeno caça a jacto ou a foguete, para atacar bombardeiros e alvos terrestres. Todas estas propostas exploravam o conceito de ganhar uma vantagem táctica ao facto do piloto ir deitado dentro da aeronave.
As forças G que estavam previstas podiam ser suportadas pelo design da aeronave, porém para um piloto numa posição sentado dentro da cabine de pilotagem, seriam demasiados fortes. Os técnicos de design tentaram contornar este problema colocando o piloto deitado dentro da aeronave, numa posição ventral, para aliviar a força exercida nele; o que ao mesmo tempo faria com que a fuselagem pudesse ser mais esguia do que seria necessário para incorporar um piloto sentado. Um design mais esguio fazia também com que a aeronave tivesse mais chance de não ser atingida pelo fogo defensivo dos bombardeiros, e os alemães exploraram isso ao máximo. De acordo com os dados específicos da aeronave, o caça seria concebido para voar próximo das formações dos bombardeiros inimigos e abrir fogo à queima-roupa.

O E.381 começou como uma proposta da Arado Flugzeugwerke ao Reichsluftfahrtministerium (Ministério da Aviação do Reich) para a construção de um caça-parasita, transportado em baixo de uma aeronave maior, para destruir bombardeiros aliados. 

Arado E.381/I

Três variantes foram apresentadas, a Mark I, II e III. Cada variante era essencialmente uma fuselagem esguia em forma de cilindro com um forte armamento e um motor a foguete; o caça teria apenas autonomia para atacar por duas vezes no mesmo voo de investida, tendo apenas entre 45 a 60 cartuchos de munições. Depois de utilizado todo o combustível durante o ataque, pretendia-se que o piloto planasse com o caça até ao solo, com a ajuda de um pequeno paraquedas para abrandar e de um trem de aterragem de esqui para aterrar. Nenhum dos designs ou variantes foram construídos devido ao cancelamento do projecto, apesar de alguns modelos em madeira terem sido construídos em 1944. O E.381 foi cancelado devido à falta de fundos e de interesse por parte do Ministério da Aviação do Reich, além de haver uma escassez da "aeronave mãe" Ar 234 que o carregaria até uma grande altitude; mesmo assim, a variante do Ar 234 que estava a ser construída para levar o E.381 para os céus, nunca foi testada devido ao aproximar do final da guerra.

## Variantes
| Versão/Mark | Comprimento | Envergadura | Altura | Área da asa | Peso carregado | Carga da asa | Velocidade máxima |
| ----------- | ----------- | ----------- | ------ | ----------- | -------------- | ------------ | ----------------- |
| I           | 4,69 m      | 4,43 m      | 1,29 m | 5 m²        | 1200 kg        | 240 kg/m²    | 900 km/h          |
| II          | 4,95 m      | 5 m         | 1,15 m | 5 m²        | 1265 kg        | 235 kg/m²    | 885 km/h          |
| III         | 5,7 m       | 5,05 m      | 1,51 m | 5,5 m²      | 1500 kg        | 272 kg/m²    | 895 km/h          |

### Arado E.381/I

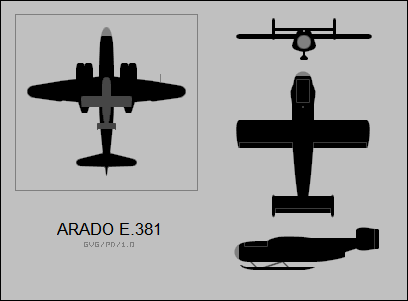
Vista de três planos do E.381 e da posição da aeronave face ao Arado Ar 234.

O primeiro design, o Mark I, tinha uma fuselagem circular e um pequeno vidro que permitia ao piloto ver para fora da aeronave. Uma armadura de 5 mm protegia toda a fuselagem. O piloto teria que estar deitado na posição ventral numa cabine de voo muito apertada, ou seja, numa fuselagem quatro vezes mais esguia que a do Bf 109; protegido à frente por um vidro de 140 mm à prova de bala. Duas saliências, uma de cada lado da aeronave, existiam para que o piloto pudesse ter espaço para mover os cotovelos. Três tanques de combustível C-Stoff rodeavam o piloto, estando o combustível T-Stoff entre o piloto e o motor. A aeronave tinha asas rígidas semi-altas, montadas a partir da parte superior da fuselagem; na área dorsal da mesma, entre as asas, acomodava-se um canhão MK 108 de 30 mm capaz de disparar entre 45 a 60 munições. O motor a foguete e o paraquedas estavam montados por baixo da fuselagem.
Aterrar a aeronave requeria baixar o trem de aterragem e fazer uso do paraquedas para a abrandar. Sendo que o piloto só podia entrar dentro da aeronave por uma entrada no topo da fuselagem, o mesmo teria que entrar antes que a aeronave ficasse acomodada por baixo da "aeronave mãe", não havendo possibilidade de o piloto sair em caso de emergência enquanto o seu micro-caça estivesse a ser carregado.

### Arado E.381/II
O segundo design, o Mark II, era muito similar ao Mark I, excepto no facto de ser ligeiramente mais comprido e com uma envergadura maior. Esta variante foi planeada para que fosse possível a construção de uma fuselagem ainda mais esguia. Era também alimentado por um motor a foguete. A nível de armamento, só conseguia levar 45 munições de 30 mm.

### Arado E.381/III
O terceiro design, o Mark III, também era muito similar ao Mark I, mas era a variante de maior comprimento e envergadura. A sua fuselagem tinha uma forma mais triangular que as anteriores, e o canhão de 30mm seria substituído por seis mísseis de um tipo que nunca ficou especificado. Apenas de o trem de aterragem e consequente paraquedas se manterem iguais, uma escotilha foi desenhada num dos lados da aeronave para providenciar ao piloto um meio de entrada e saída mais fácil.